# Понте-а-Эма
Понте-а-Эма (итал. Ponte a Ema) — это небольшой городок в регионе Тоскана, расположенный вдоль подножия подножия холма Fattucchia lungo Via Chiantigiana. В административном плане делится между муниципалитетами Баньо-а-Риполи и Флоренции (в частности, относится к Quartiere 3 Gavinana-Galluzzo главного тосканского города). Как город известен с 1872 года.

## История

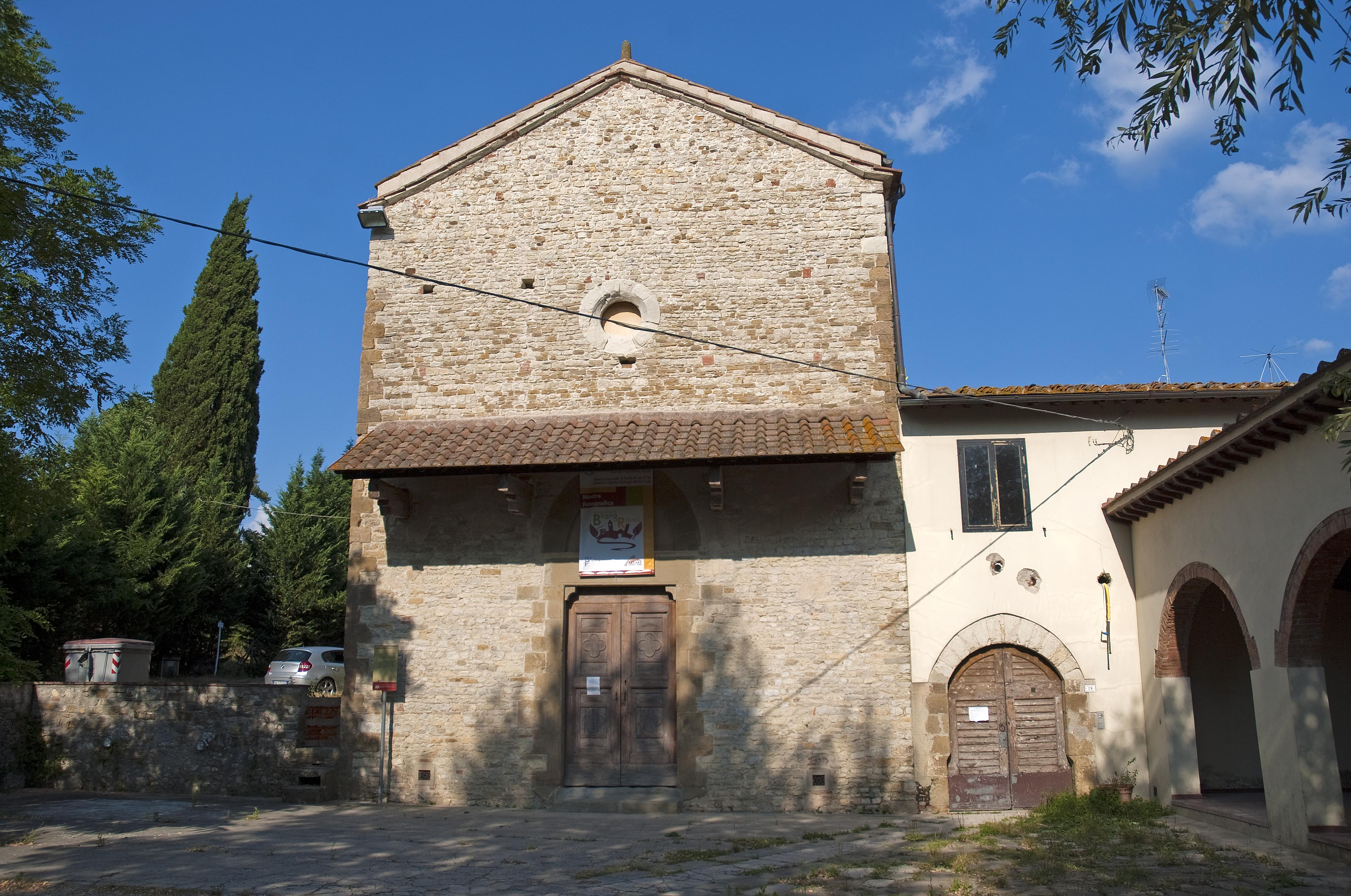
Oratorio di Santa Caterina delle Ruote

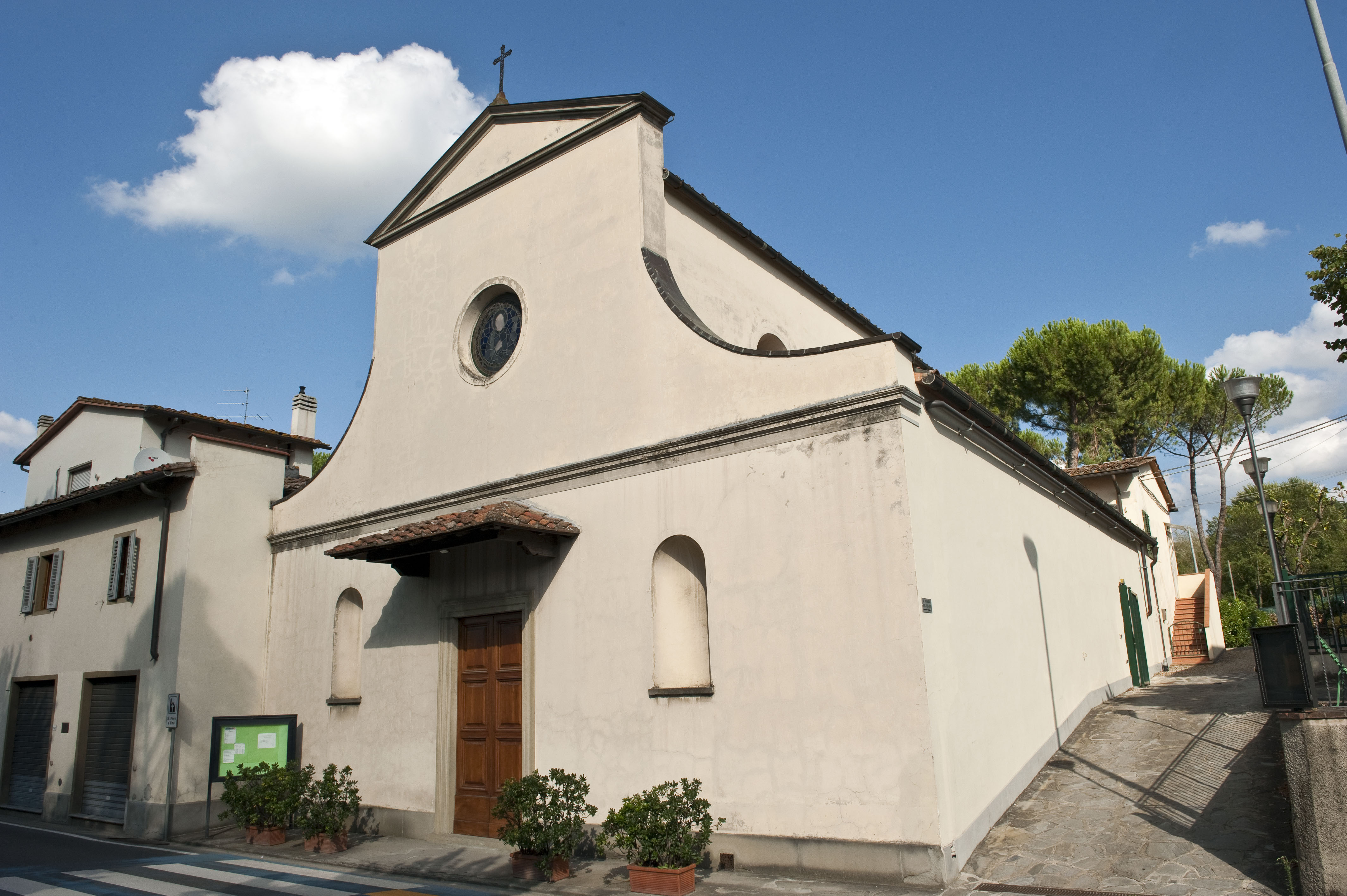
Chiesa di San Piero a Ema

Особо известен как место рождения пятикратного победителя Гранд-туров — Джино Бартали (и его брата Джулио Бартали). В настоящее время находится Велосипедный музей Джино Бартали посвященный жизни чемпиона.
Мост sull’Ema по которому сейчас идёт путь в Кампанию, и по которому также проходит граница между двумя муниципалитетами, был разрушен в результате бомбардировки во время Второй мировой войны, а затем восстановлен.
На улице via del Carota в районе Rimezzano Oratorio di Santa Caterina delle Ruote постройки XIV века, а на Via Chiantigiana Chiesa di San Piero a Ema постройки X века.
Рядом находятся два крупных района Понте-а-Эма: Grassina и Antella.

## Известные жители
Джино Бартали (1914—2000), велогонщик